# Сікард Михайло Михайлович
Миха́йло Миха́йлович Сіка́рд (нар. 7 грудня 1867, Одеса — † червень 1937, Брюссель) — український і російський скрипаль, композитор і педагог французького походження. Написав кілька оркестрових і камерних творів.

## Життєпис
Гри на скрипці навчався з дитинства. У ранньому віці переїхав з ріднею до Києва.
Закінчив Київське музичне училище (1882—1884, клас скрипки О. Шевчика) та Паризьку консерваторію (1884—1886, клас Ж. Массара). Удосконалювався в Берліні у Й. Йоахіма (скрипка) та В. Баргіеля (композиція).
Лауреат конкурсу скрипалів Паризької консерваторії (1886, 1-а премія).
Виконавську діяльність розпочав у Києві у дев'ятирічному віці. По закінченні студій працював солістом «Konzert Haus» у Берліні, виступав з власними концертами в багатьох містах Європи.
1888 повернувся до Києва, де почав виступати з концертами, а також створив власний успішний квартет, де виконував партію першої скрипки. Другою скрипкою був згодом відомий в Європі скрипаль Михайло Сербулов. 1893 зблизився з гуртком Миколи Лисенка і створив новий квартет, з яким часто виступав у Києві, Берліні, Празі та ін.
Виступав у містах Російської імперії та столицях Європи. З 1892 викладав у Київському музичному училищі РМТ, приватних школах Станіслава Блуменфельда і Миколи Тутковського.
1894—1895 — соліст Оркестр Колонн в Парижі.
З 1913 — професор консерваторії в Амстердамі.

## Громадська діяльність
Входив до складу очолюваної М. В. Лисенком музичної комісії при Літературно-артистичному товаристві. До складу комісії входили також Єлизавета Мусатова-Кульженко, Казимир П'ятигорович, Карл Шадек, Микола Тутковський і його майбутня дружина Л. С. Паращенко. Однак 1905 року товариство було закрите царською поліцією.

## Твори
- Концерт для скрипки, скрипкові п'єси, обробки українських народних пісень і танців.
- Переклад для скрипки Другої рапсодії М. Лисенка, який присвятив йому своє «Елегійне каприччіо» для скрипки і фортепіано